# Agnez Mo
Agnes Monica Muljoto, dite Agnez Mo, née le 1er juillet 1986 à Jakarta en Indonésie, est une auteure-compositrice-interprète et actrice indonésienne-américaine.

## Biographie
Agnes Monica Muljoto est née à Jakarta, en Indonésie, d'une famille d'origine chinoise. Elle commence sa carrière dans l'industrie du divertissement à l'âge de 6 ans, et sort trois albums durant son enfance. Elle est également présentatrice à la télévision avant de se plonger dans le monde du théâtre. Son apparition dans le feuilleton Pernikahan Dini (Le mariage précoce), sorti en 2001, est son premier succès,.
En 2003, Agnes Monica sort son premier album, And the Story Goes. Son succès l'encourage à faire une carrière internationale. Sur son deuxième album, sorti en 2005, Whaddup A '..!, elle collabore avec Keith Martin. Elle est aussi impliqué dans le tournage de deux séries dramatiques asiatiques, The Hospital et Romance In The White House.
Agnes Monica remporte deux années de suite le prix de l'Asie Festival Song de Séoul en 2008 et 2009. Sur son troisième album, Sacredly Agnezious, elle est productrice et compositrice. En 2010, elle est juge sur le concours de jeunes talents Indonesian Idol et animatrice de l'émission American Music Awards.
Agnes Monica a remporté les dix premiers Anugerah Musik Indonesia, sept Prix Panasonic et quatre MTV Indonesia. Ses millions de fans apprécient ses tenues extravagantes, ses paroles sexuellement libérées et ses sonorités pop.
Elle est également ambassadrice de la lutte contre la drogue en l'Asie et l’ambassadrice de MTV EXIT dans la lutte contre la maltraitance des personnes.

## Vie privée
Elle vit actuellement à Los Angeles en Californie. Elle a été en couple avec le rappeur américain Chris Brown.

## Discographie

### Album studio
- And the Story Goes (2003)
- Whaddup A '..! (2005)
- Sacredly Agnezious (2009)
- Agnez Mo (2013)
- X (2017)

### Autres albums
- Le Meow (1992)
- Yess ! (1995)
- Bala Bala (1996)
- Nez (2008)
- Agnes Is My Name (2011)

## Filmographie

### Séries télévisées
- Mr Hologram (1999)
- Pernikahan Dini (2001)
- Amanda (2002)
- Ciuman Pertama (2002)
- Cinta Selembut Awan (2002)
- Cewekku Jutek (2003)
- Cantik (2004)
- Bunga Perawan (2004)
- Ku 'Tlah Jatuh Cinta (2005)
- Pink (2006)
- Romance In The White House (2006)
- The Hospital (2006)
- Kawin Muda (2006)
- Jelita (2008)
- Kawin Masal (2008)
- Pejantan Cantik (2010)
- Mimo Ketemu Poscha (2012)